# Boubakar Kouyaté
Boubakar Kouyaté, detto Kiki (Bamako, 15 aprile 1997), è un calciatore maliano, difensore dell'Anversa e della nazionale maliana.

## Caratteristiche tecniche
È un difensore centrale forte fisicamente, abile nel duello corpo e corpo, ma dotato anche di rapidità, una buona tecnica di base che gli permette di far ripartire l'azione da dietro e discrete doti realizzative.

## Carriera

### Club
Nel gennaio 2019 Kouyaté lascia lo Sporting Lisbona dopo tre stagioni senza mai giocare in prima squadra, firmando per il Troyes, militante in Ligue 2, con un contratto valido fino al 2022. Nel campionato di Ligue 2 2019-2020, poi sospeso per via della pandemia di COVID-19, Kouyaté diviene il bomber della squadra con 5 gol.
Il 25 agosto 2020 lascia il Troyes, transferrendosi a titolo definitivo al Metz, con cui firma un contratto quadriennale; mentre il 20 gennaio 2023 si trasferisce al Montpellier per 6 milioni di €.
Il 12 agosti 2025 passa a titolo definitivo all'Anversa.

### Nazionale
Il 26 marzo 2019 ha debuttato con la nazionale maliana in occasione dell'amichevole persa 2-1 contro il Senegal.
Ha partecipato alla Coppa d'Africa nel 2019 e nel 2021.

## Statistiche

### Presenze e reti nei club
Statistiche aggiornate al 12 agosto 2025.
| Stagione                  | Squadra                   | Campionato                | Campionato | Campionato | Coppe nazionali | Coppe nazionali | Coppe nazionali | Coppe continentali | Coppe continentali | Coppe continentali | Altre coppe | Altre coppe | Altre coppe | Totale | Totale |
| Stagione                  | Squadra                   | Comp                      | Pres       | Reti       | Comp            | Pres            | Reti            | Comp               | Pres               | Reti               | Comp        | Pres        | Reti        | Pres   | Reti   |
| ------------------------- | ------------------------- | ------------------------- | ---------- | ---------- | --------------- | --------------- | --------------- | ------------------ | ------------------ | ------------------ | ----------- | ----------- | ----------- | ------ | ------ |
| 2016-2017                 | Sporting Lisbona B        | SL                        | 33         | 0          | -               | -               | -               | -                  | -                  | -                  | -           | -           | -           | 33     | 0      |
| 2017-2018                 | Sporting Lisbona B        | SL                        | 12         | 0          | -               | -               | -               | -                  | -                  | -                  | -           | -           | -           | 12     | 0      |
| Totale Sporting Lisbona B | Totale Sporting Lisbona B | Totale Sporting Lisbona B | 45         | 0          |                 | -               | -               |                    | -                  | -                  |             | -           | -           | 45     | 0      |
| gen.-giu. 2019            | Troyes                    | L2                        | 12         | 1          | CF+CdL          | -               | -               | -                  | -                  | -                  | -           | -           | -           | 12     | 1      |
| 2019-2020                 | Troyes                    | L2                        | 18         | 5          | CF+CdL          | 0+1             | 0+1             | -                  | -                  | -                  | -           | -           | -           | 19     | 6      |
| Totale Troyes             | Totale Troyes             | Totale Troyes             | 30         | 6          |                 | 1               | 1               |                    | -                  | -                  |             | -           | -           | 31     | 7      |
| 2020-2021                 | Metz                      | N2                        | 1          | 0          | -               | -               | -               | -                  | -                  | -                  | -           | -           | -           | 1      | 0      |
| 2020-2021                 | Metz                      | L1                        | 25         | 1          | CF              | 3               | 0               | -                  | -                  | -                  | -           | -           | -           | 28     | 1      |
| 2021-2022                 | Metz                      | L1                        | 30         | 1          | CF              | 1               | 0               | -                  | -                  | -                  | -           | -           | -           | 31     | 1      |
| 2022-gen. 2023            | Metz                      | L2                        | 12         | 0          | CF              | 3               | 0               | -                  | -                  | -                  | -           | -           | -           | 15     | 0      |
| Totale Metz               | Totale Metz               | Totale Metz               | 67         | 2          |                 | 7               | 0               |                    | -                  | -                  |             | -           | -           | 74     | 2      |
| gen.-giu. 2023            | Montpellier               | L1                        | 15         | 0          | CF              | -               | -               | -                  | -                  | -                  | -           | -           | -           | 15     | 0      |
| 2023-2024                 | Montpellier               | L1                        | 23         | 0          | CF              | -               | -               | -                  | -                  | -                  | -           | -           | -           | 23     | 0      |
| 2024-2025                 | Montpellier               | L1                        | 11         | 0          | CF              | -               | -               | -                  | -                  | -                  | -           | -           | -           | 11     | 0      |
| Totale Montpellier        | Totale Montpellier        | Totale Montpellier        | 49         | 0          |                 | -               | -               |                    | -                  | -                  |             | -           | -           | 49     | 0      |
| 2025-2026                 | Anversa                   | PL                        | -          | -          | CB              | -               | -               | UECL               | -                  | -                  | -           | -           | -           | -      | -      |
| Totale carriera           | Totale carriera           | Totale carriera           | 192        | 8          |                 | 8               | 1               |                    | -                  | -                  |             | -           | -           | 200    | 9      |

### Cronologia presenze in nazionale
| Cronologia completa delle presenze e delle reti in nazionale ― Mali | Cronologia completa delle presenze e delle reti in nazionale ― Mali | Cronologia completa delle presenze e delle reti in nazionale ― Mali | Cronologia completa delle presenze e delle reti in nazionale ― Mali | Cronologia completa delle presenze e delle reti in nazionale ― Mali | Cronologia completa delle presenze e delle reti in nazionale ― Mali | Cronologia completa delle presenze e delle reti in nazionale ― Mali | Cronologia completa delle presenze e delle reti in nazionale ― Mali |
| Data                                                                | Città                                                               | In casa                                                             | Risultato                                                           | Ospiti                                                              | Competizione                                                        | Reti                                                                | Note                                                                |
| ------------------------------------------------------------------- | ------------------------------------------------------------------- | ------------------------------------------------------------------- | ------------------------------------------------------------------- | ------------------------------------------------------------------- | ------------------------------------------------------------------- | ------------------------------------------------------------------- | ------------------------------------------------------------------- |
| 26-3-2019                                                           | Dakar                                                               | Senegal                                                             | 2 – 1                                                               | Mali                                                                | Amichevole                                                          | -                                                                   |                                                                     |
| 14-6-2019                                                           | Al Wakrah                                                           | Camerun                                                             | 1 – 1                                                               | Mali                                                                | Amichevole                                                          | -                                                                   |                                                                     |
| 2-7-2019                                                            | Ismailia                                                            | Angola                                                              | 0 – 1                                                               | Mali                                                                | Coppa d'Africa 2019 - 1º turno                                      | -                                                                   |                                                                     |
| 13-10-2019                                                          | Port Elizabeth                                                      | Sudafrica                                                           | 2 – 1                                                               | Mali                                                                | Amichevole                                                          | -                                                                   |                                                                     |
| 14-11-2019                                                          | Bamako                                                              | Mali                                                                | 2 – 2                                                               | Guinea                                                              | Qual. Coppa d'Africa 2021                                           | -                                                                   |                                                                     |
| 13-11-2020                                                          | Bamako                                                              | Mali                                                                | 1 – 0                                                               | Namibia                                                             | Qual. Coppa d'Africa 2021                                           | -                                                                   |                                                                     |
| 17-11-2020                                                          | Windhoek                                                            | Namibia                                                             | 1 – 2                                                               | Mali                                                                | Qual. Coppa d'Africa 2021                                           | -                                                                   |                                                                     |
| 6-6-2021                                                            | Blida                                                               | Algeria                                                             | 1 – 0                                                               | Mali                                                                | Amichevole                                                          | -                                                                   |                                                                     |
| 15-6-2021                                                           | Radès                                                               | Tunisia                                                             | 1 – 0                                                               | Mali                                                                | Amichevole                                                          | -                                                                   | 32’, 90+3’                                                          |
| 1-9-2021                                                            | Agadir                                                              | Mali                                                                | 1 – 0                                                               | Ruanda                                                              | Qual. Mondiali 2022                                                 | -                                                                   |                                                                     |
| 6-9-2021                                                            | Kampala                                                             | Uganda                                                              | 0 – 0                                                               | Mali                                                                | Qual. Mondiali 2022                                                 | -                                                                   |                                                                     |
| 7-10-2021                                                           | Agadir                                                              | Mali                                                                | 5 – 0                                                               | Kenya                                                               | Qual. Mondiali 2022                                                 | -                                                                   | 16’                                                                 |
| 11-11-2021                                                          | Kigali                                                              | Ruanda                                                              | 0 – 3                                                               | Mali                                                                | Qual. Mondiali 2022                                                 | -                                                                   |                                                                     |
| 12-1-2022                                                           | Limbe                                                               | Tunisia                                                             | 0 – 1                                                               | Mali                                                                | Coppa d'Africa 2021 - 1º turno                                      | -                                                                   |                                                                     |
| 16-1-2022                                                           | Limbe                                                               | Gambia                                                              | 1 – 1                                                               | Mali                                                                | Coppa d'Africa 2021 - 1º turno                                      | -                                                                   |                                                                     |
| 20-1-2022                                                           | Douala                                                              | Mali                                                                | 2 – 0                                                               | Mauritania                                                          | Coppa d'Africa 2021 - 1º turno                                      | -                                                                   |                                                                     |
| 26-1-2022                                                           | Limbe                                                               | Mali                                                                | 0 – 0 dts (5 – 6 dtr)                                               | Guinea Equatoriale                                                  | Coppa d'Africa 2021 - Ottavi di finale                              | -                                                                   |                                                                     |
| 25-3-2022                                                           | Bamako                                                              | Mali                                                                | 0 – 1                                                               | Tunisia                                                             | Qual. Mondiali 2022                                                 | -                                                                   | 90+2’                                                               |
| 29-3-2022                                                           | Radès                                                               | Tunisia                                                             | 0 – 0                                                               | Mali                                                                | Qual. Mondiali 2022                                                 | -                                                                   | 55’                                                                 |
| 4-6-2022                                                            | Bamako                                                              | Mali                                                                | 4 – 0                                                               | Rep. del Congo                                                      | Qual. Coppa d'Africa 2023                                           | -                                                                   | 45+1’                                                               |
| 9-6-2022                                                            | Kampala                                                             | Sudan del Sud                                                       | 1 – 3                                                               | Mali                                                                | Qual. Coppa d'Africa 2023                                           | -                                                                   | [ 5 ]                                                               |
| 23-9-2022                                                           | Bamako                                                              | Mali                                                                | 1 – 0                                                               | Zambia                                                              | Amichevole                                                          | -                                                                   | cap.                                                                |
| 16-11-2022                                                          | Bir El Djir                                                         | Algeria                                                             | 1 – 1                                                               | Mali                                                                | Amichevole                                                          | -                                                                   |                                                                     |
| 24-3-2023                                                           | Bamako                                                              | Mali                                                                | 2 – 0                                                               | Gambia                                                              | Qual. Coppa d'Africa 2023                                           | -                                                                   | 76’                                                                 |
| 18-6-2023                                                           | Brazzaville                                                         | Rep. del Congo                                                      | 0 – 2                                                               | Mali                                                                | Qual. Coppa d'Africa 2023                                           | -                                                                   | 45+1’ 87’                                                           |
| 12-9-2023                                                           | Abidjan                                                             | Costa d'Avorio                                                      | 0 – 0                                                               | Mali                                                                | Amichevole                                                          | -                                                                   |                                                                     |
| 13-10-2023                                                          | Bamako                                                              | Mali                                                                | 1 – 0                                                               | Uganda                                                              | Amichevole                                                          | -                                                                   |                                                                     |
| 17-11-2023                                                          | Bamako                                                              | Mali                                                                | 3 – 1                                                               | Ciad                                                                | Qual. Mondiali 2026                                                 | -                                                                   |                                                                     |
| 6-1-2024                                                            | Bamako                                                              | Mali                                                                | 6 – 2                                                               | Guinea-Bissau                                                       | Amichevole                                                          | -                                                                   | 37’                                                                 |
| 16-1-2024                                                           | Korhogo                                                             | Mali                                                                | 2 – 0                                                               | Sudafrica                                                           | Coppa d'Africa 2023 - 1º turno                                      | -                                                                   | 43’                                                                 |
| 20-1-2024                                                           | Korhogo                                                             | Tunisia                                                             | 1 – 1                                                               | Mali                                                                | Coppa d'Africa 2023 - 1º turno                                      | -                                                                   |                                                                     |
| 24-1-2024                                                           | San-Pédro                                                           | Namibia                                                             | 0 – 0                                                               | Mali                                                                | Coppa d'Africa 2023 - 1º turno                                      | -                                                                   |                                                                     |
| 30-1-2024                                                           | Korhogo                                                             | Mali                                                                | 2 – 1                                                               | Burkina Faso                                                        | Coppa d'Africa 2023 - Ottavi di finale                              | -                                                                   |                                                                     |
| 3-2-2024                                                            | Bouaké                                                              | Mali                                                                | 1 – 2 dts                                                           | Costa d'Avorio                                                      | Coppa d'Africa 2023 - Quarti di finale                              | -                                                                   |                                                                     |
| 26-3-2024                                                           | Marrakech                                                           | Mali                                                                | 2 – 0                                                               | Nigeria                                                             | Amichevole                                                          | -                                                                   |                                                                     |
| 6-6-2024                                                            | Bamako                                                              | Mali                                                                | 1 – 2                                                               | Ghana                                                               | Qual. Mondiali 2026                                                 | -                                                                   | 56’                                                                 |
| Totale                                                              |                                                                     | Presenze                                                            | 36                                                                  |                                                                     | Reti                                                                | 0                                                                   |                                                                     |